# Pholidoteuthis boschmai
Pholidoteuthis boschmai är en bläckfiskart som beskrevs av Adam 1950. Pholidoteuthis boschmai ingår i släktet Pholidoteuthis och familjen Lepidoteuthidae. Inga underarter finns listade i Catalogue of Life.